# Pyrisitia lisa
Pyrisitia lisa is een vlindersoort uit de familie van de Pieridae (witjes), onderfamilie Coliadinae.
Pyrisitia lisa werd in 1830 beschreven door Boisduval & Le Conte.

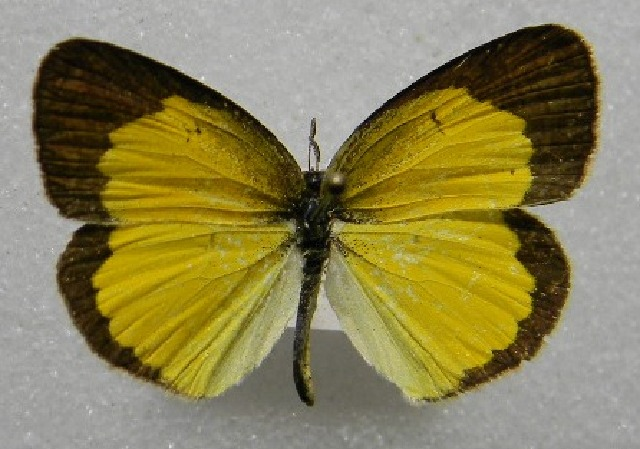
Mannetje
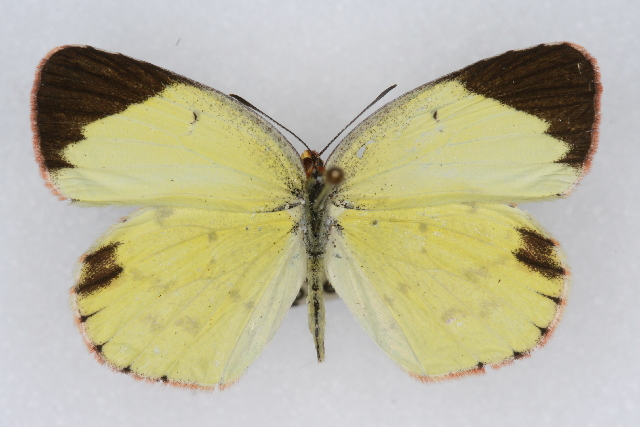
Vrouwtje